# Ranunculus pentodontus
Ranunculus pentodontus är en ranunkelväxtart som beskrevs av Paul Carpenter Standley. Ranunculus pentodontus ingår i släktet ranunkler, och familjen ranunkelväxter. Inga underarter finns listade i Catalogue of Life.